# Mothers Heaven
Mothers Heaven – drugi album zespołu Texas wydany w roku 1991. Dotarł tylko do 32 miejsca oficjalnej listy UK Albums Chart w Wielkiej Brytanii pozostając na niej przez 4 tygodnie.

## Lista utworów
| Nr  | Tytuł utworu                 | Autorzy                        | Długość |
| --- | ---------------------------- | ------------------------------ | ------- |
| 1.  | „Mothers Heaven”             | Spiteri / McElhone             | 5:44    |
| 2.  | „Why Believe In You”         | Spiteri / McElhone             | 4:09    |
| 3.  | „Dream hotel”                | Spiteri / McElhone             | 4:22    |
| 4.  | „This Will All Be Mine”      | Spiteri / McElhone             | 2:57    |
| 5.  | „Beliefs”                    | Spiteri / McElhone             | 6:45    |
| 6.  | „Alone With You”             | Spiteri / McElhone             | 4:43    |
| 7.  | „In My Heart”                | Spiteri / McElhone             | 4:15    |
| 8.  | „Waiting”                    | Spiteri / McElhone             | 1:50    |
| 9.  | „Wrapped in Clothes of Blue” | Spiteri / McElhone             | 4:17    |
| 10. | „Return”                     | Spiteri / McElhone             | 2:34    |
| 11. | „Walk the Dust”              | Spiteri / McElhone / McErlaine | 6:05    |

## Lista utworów (inne wersje)

### wersja Japonia (PHCR–1132)
| Nr  | Tytuł utworu                 | Autorzy                        | Długość |
| --- | ---------------------------- | ------------------------------ | ------- |
| 1.  | „Mothers Heaven”             | Spiteri / McElhone             | 5:44    |
| 2.  | „Why Believe In You”         | Spiteri / McElhone             | 4:09    |
| 3.  | „Dream hotel”                | Spiteri / McElhone             | 4:22    |
| 4.  | „This Will All Be Mine”      | Spiteri / McElhone             | 2:57    |
| 5.  | „Beliefs”                    | Spiteri / McElhone             | 6:45    |
| 6.  | „Alone With You”             | Spiteri / McElhone             | 4:43    |
| 7.  | „In My Heart”                | Spiteri / McElhone             | 4:15    |
| 8.  | „Waiting”                    | Spiteri / McElhone             | 1:50    |
| 9.  | „Wrapped in Clothes of Blue” | Spiteri / McElhone             | 4:17    |
| 10. | „How It Feels”               | Spiteri / McElhone             | 4:11    |
| 11. | „Return”                     | Spiteri / McElhone             | 2:34    |
| 12. | „Walk the Dust”              | Spiteri / McElhone / McErlaine | 6:05    |
| 13. | „In My Heart (12 "Remix)”    | Spiteri / McElhone             | 6:30    |

## Miejsca na listach przebojów
| Lista                            | Pozycja |
| -------------------------------- | ------- |
| UK (Official Charts Company)     | 32      |
| Australia (ARIA Charts)          | 74      |
| Francja (SNEP)                   | 11      |
| Niemcy (Offizielle Top 100)      | 39      |
| Holandia (Album Top 100)         | 37      |
| Nowa Zelandia (RIANZ)            | 40      |
| Szwecja (Sverigetopplistan)      | 35      |
| Szwajcaria (Schweizer Hitparade) | 17      |

## Teledyski
| Tytuł                | Reżyser                  |
| -------------------- | ------------------------ |
| Why Believe in You   | Dani Jacobs              |
| In My Heart          |                          |
| Alone with You       | Dani Jacobs              |
| Mothers Heaven       |                          |
| Tired of Being Alone | Joe Jones / Damien Smith |

## Twórcy
Źródło

### Skład podstawowy
- Sharleen Spiteri – śpiew, gitara
- Johnny McElhone – bass
- Ally McErlaine – gitara
- Eddie Campbell – instrumenty klawiszowe
- Richard Hynd – perkusja

### Gościnnie
- Maria McKee – chórki (utwór 1, 9)
- Beverly Skeete – chórki (utwór 2)
- Claudia Fontaine – chórki (utwór 2)
- Stuart Kerr – chórki (utwór 6)

### Personel
- Realizacja nagrań – Simon Vinestock / Kenny Mcdonald / George Shilling
- Manager muzyczny – GR Management
- Mastering – Bob Ludwig – Masterdisk
- Producent – Tim Palmer
- Zdjęcia – Douglas Brothers